# Матчи сборной России по футболу 1998
В 1998 году сборная России, не квалифицировавшаяся на чемпионат мира, провела 11 матчей, в которых одержала 2 победы, два раза сыграла вничью и 7 раз проиграла. Три матча она провела в рамках отбора на чемпионат Европы 2000 года

## Список встреч
Товарищеский матч
| 18 февраля 1998 | \| Греция \| 1:1 (1:0) \| Россия \| \| Франдзескос 9′ \| Голы \| Колыванов 66′ \| | Стадион: «Спирос Луис», Афины Зрителей: 1 000 Судья: Паскуале Родомонти |
| Греция: Атмацидис (Михопулос, 57'), Апостолакис (к) (Борбокис, 46'), Касапис (Анастасиу, 81'), Каратаидис, Калицакис (Пурсанидис, 46'), Дабизас, Загоракис (Георгатос, 66'), Франдзескос, Махлас (Вризас, 77'), Константинидис, Георгиадис (Александрис, 46'). Главный тренер: Костас Полихрониу. Россия: Овчинников, Ковтун, Никифоров, Дм. Попов (Чугайнов, 62'), Яновский, Хохлов (Семак, 46'), Онопко (к), Канчельскис, Юран (Кечинов, 46'), Колыванов, Аленичев. Главный тренер: Борис Игнатьев. |                                                                                   |                                                                         |
| Греция | 1:1 (1:0)                                                                         | Россия                                                                  |
| Франдзескос 9′ | Голы                                                                              | Колыванов 66′                                                           |

Товарищеский матч
| 25 марта 1998 | \| Россия \| 1:0 (1:0) \| Франция \| \| Юран 3′ \| Голы \| \| | Стадион: «Динамо», Москва Зрителей: 8 000 Судья: Игорь Ярменчук |
| Россия: Филимонов, Хлестов, Никифоров (Ковтун, 67'), Чугайнов, Яновский, Юран (Харлачёв, 76'), Онопко (к), Канчельскис (Хохлов, 46'), Аленичев, Колыванов, Герасименко. Главный тренер: Борис Игнатьев. Франция: Летизи, Пети (Кандела, 46'), Лебёф, Тюрам, Десайи, Джоркаефф, Дешам (к) (Богоссян, 46'), Диомед, Гиварш, Лямуши (Пирес, 75'), Карамбё (Келле, 63'). Предупреждение: Юран (33'). |                                                               |                                                                 |
| Россия | 1:0 (1:0)                                                     | Франция                                                         |
| Юран 3′ | Голы                                                          |                                                                 |

Товарищеский матч
| 22 апреля 1998 | \| Россия \| 1:0 (0:0) \| Турция \| \| Бесчастных 80′ \| Голы \| \| | Стадион: «Локомотив», Москва Зрителей: 7 100 Судья: Сергей Шмолик |
| Россия: Филимонов, Хлестов, Никифоров (Арифуллин, 75'), Чугайнов, Яновский (Семак, 46'), Юран (Зубко, 61'), Онопко (к) (Ковтун, 78'), Аленичев, Тихонов (Хохлов, 46'), Цымбаларь (Герасименко, 46'), Бесчастных. Главный тренер: Борис Игнатьев. Турция: Энгин (к), Мерт, Фатих, Унсал, Саффет Акбаш, Тайфур, Окан (Ясин, 75'), Тайфун, Айхан, Саффет Акюз (Угур, 69'), Шаш (Тарик, 68'). Главный тренер: Мустафа Денизли. Предупреждение: Юран (60'). |                                                                     |                                                                   |
| Россия | 1:0 (0:0)                                                           | Турция                                                            |
| Бесчастных 80′ | Голы                                                                |                                                                   |

Товарищеский матч
| 27 мая 1998 | \| Польша \| 3:1 (1:1) \| Россия \| \| Тшечак 3′ · Хайто 56′, 90′ \| Голы \| Герасименко 8′ \| | Стадион: «Шлёнск», Хожув Зрителей: 4 000 Судья: Герд Грабер |
| Польша: Матысек (Сидорчук, 46'), Хайто, Калужный, Ратайчик, Сверчевский (Черешевский, 46'), Валдох, Бженчек (к), Маяк, Иван, Дембиньский (Клос, 69'), Тшецяк (Сьрутва, 82'). Россия: Филимонов, Хлестов, Герасименко (Горшков, 81'), Чугайнов, Семак, Радимов (Симутенков, 70'), Пагаев, Аленичев (к), Е. Варламов, Тихонов, Бесчастных (Зубко, 46'). Главный тренер: Борис Игнатьев. Предупреждения: Бженчек (33'), Пагаев (39'), Калужный (48'), Хайто (78'). |                                                                                                |                                                             |
| Польша | 3:1 (1:1)                                                                                      | Россия                                                      |
| Тшечак 3′ · Хайто 56′, 90′ | Голы                                                                                           | Герасименко 8′                                              |

Товарищеский матч
| 30 мая 1998 | \| Грузия \| 1:1 (1:1) \| Россия \| \| Джанашия 17′ \| Голы \| Симутенков 9′ \| | Стадион: Национальный стадион имени Бориса Пайчадзе, Тбилиси Зрителей: 75 000 Судья: Тахир Сулейманов |
| Грузия: Тогонидзе, Силагадзе, Цхададзе, Гахокидзе (А. Арвеладзе, 78'), Шекиладзе, З. Джанашия (Чаладзе, 71'), Немсадзе (Дидава, 13'), Джамараули, Кобиашвили, Кинкладзе (Цкитишвили, 84'), Ш. Арвеладзе. Россия: Овчинников, Хлестов, Ковтун (Борзенков, 61'), Чугайнов, Семак (Горшков, 89'), Бесчастных (Цымбаларь, 57'), Онопко (к), Аленичев, Е. Варламов (Радимов, 46'), Тихонов (Пагаев, 79'), Симутенков (Зубко, 46'). Главный тренер: Борис Игнатьев. Предупреждения: Чугайнов (19'), Дидава (23'), Симутенков (32'), Тогонидзе (36'), Семак (79'), Онопко (88'). |                                                                                 | |
| Грузия | 1:1 (1:1)                                                                       | Россия                                                                                                |
| Джанашия 17′ | Голы                                                                            | Симутенков 9′                                                                                         |

Товарищеский матч
| 19 августа 1998 | \| Швеция \| 1:0 (1:0) \| Россия \| \| Й. Петтерссон 3′ \| Голы \| \| | Стадион: «Эйраваллен», Эребру Зрителей: 8 118 Судья: Люк Хёйге |
| Швеция: Хедман, Р. Нильссон (Лучич, 46'), П. Андерссон (к), Й. Бьёрклунд (Мьельбю, 46'), Комарк, Шварц, Сеттерберг (Магнус Свенссон, 81'), Х. Ларссон, Юнгберг, А. Андерссон (Д. Андерссон, 69'), Й. Петтерссон. Россия: Филимонов (Харин, 46'), Добровольский (к), Хлестов (Никифоров, 71'), Ковтун, Яновский (Шмарко, 46'), Шалимов (Хохлов, 52'), Онопко, Канчельскис (Кирьяков, 65'), Мостовой, Карпин (Семак, 46'), Юран (Аленичев, 46'). Главный тренер: Анатолий Бышовец. Предупреждения: Добровольский (73'), Мостовой (82'). |                                                                       |                                                                |
| Швеция | 1:0 (1:0)                                                             | Россия                                                         |
| Й. Петтерссон 3′ | Голы                                                                  |                                                                |

Отборочная стадия XI чемпионата Европы. Матч группы 4
| 5 сентября 1998 | \| Украина \| 3:2 (2:0) \| Россия \| \| Попов 14′ · Скаченко 25′ · Ребров 74′ (пен.) \| Голы \| Е. Варламов 66′ · Онопко 87′ \| | Стадион: «Олимпийский», Киев Зрителей: 82 100 Судья: Маркус Мерк |
| Украина: Шовковский, Гусин, Микитин, Головко (к), Ващук, Дмитрулин, Скаченко (Калитвинцев, 46'), Попов, Ковалёв (Кривенцов, 87'), Шевченко, Ребров. Главный тренер: Йожеф Сабо. Россия: Харин, Минько, Чугайнов, Ковтун, Яновский, Семак (Черчесов, 72'), Онопко, Канчельскис (Карпин, 71'), Аленичев (Мостовой, 64'), Колыванов (к), Е. Варламов. Главный тренер: Анатолий Бышовец. Предупреждения: Ковалёв (4'), Яновский (13'), Ковтун (49'). Удаление: Харин (72', «фол последней надежды»). | |                                                                  |
| Украина | 3:2 (2:0) | Россия                                                           |
| Попов 14′ · Скаченко 25′ · Ребров 74′ (пен.) | Голы | Е. Варламов 66′ · Онопко 87′                                     |

Товарищеский матч
| 23 сентября 1998 | \| Испания \| 1:0 (1:0) \| Россия \| \| Алькиса 39′ \| Голы \| \| | Стадион: «Нуэво Лос Карменес», Гранада Зрителей: 16 000 Судья: Саид Белькола |
| Испания: Каньисарес, Агилера (Эчеберриа, 77'), Йерро (к), Алькорта, Серхи, Луис Энрике (Лардин, 85'), Энгонга, де Педро (Пако, 30'), Кико (Морьентес, 67'), Алькиса, Рауль (Ито, 88'). Россия: Овчинников, Хлестов, Варламов (Енин, 56'), Минько (Шмарко, 46'), Семак (Радимов, 73'), Есипов, Онопко, Карпин, Кирьяков (Дм. Черышев, 80'), Мостовой (к), Бесчастных (Терёхин, 60'). Главный тренер: Анатолий Бышовец. Примечание: Мостовой не реализовал пенальти (27', вратарь). Предупреждения: Кирьяков (15'), Алькиса (18'), Есипов (24'), Мостовой (40'), Семак (54'), Луис Энрике (59'), Хлестов (63'), Шмарко (68'), Йерро (90'). Удаление: Серхи (26', «фол последней надежды»). |                                                                   |                                                                              |
| Испания | 1:0 (1:0)                                                         | Россия                                                                       |
| Алькиса 39′ | Голы                                                              |                                                                              |

Отборочная стадия XI чемпионата Европы. Матч группы 4
| 10 октября 1998 | \| Россия \| 2:3 (1:2) \| Франция \| \| Яновский 45′ · Мостовой 55′ \| Голы \| Анелька 13′ · Пирес 28′ · Богоссян 81′ \| | Стадион: «Лужники», Москва Зрителей: 32 500 Судья: Пьеро Чеккарини |
| Россия: Овчинников, Хлестов, Е. Варламов, Онопко (к), Яновский, Аленичев (Семак, 70'), Карпин, Титов, Тихонов, Мостовой, Бесчастных (Герасименко, 60'). Главный тренер: Анатолий Бышовец. Франция: Лама, Тюрам, Блан, Десайи, Лизаразю, Пети (Богоссян, 47'), Дешам (к), Джоркаефф (Вьейра, 54'), Зидан, Анелька (Верель, 86'), Пирес. Примечание: Блан не реализовал пенальти (90', перекладина). Предупреждения: Джоркаефф (51'), Тюрам (84'), Овчинников (90'), Хлестов (90'). | |                                                                    |
| Россия | 2:3 (1:2) | Франция                                                            |
| Яновский 45′ · Мостовой 55′ | Голы | Анелька 13′ · Пирес 28′ · Богоссян 81′                             |

Отборочная стадия XI чемпионата Европы. Матч группы 4
| 14 октября 1998 | \| Исландия \| 1:0 (0:0) \| Россия \| \| Ковтун 89′ (авт.) \| Голы \| \| | Стадион: «Лаугардалсвёллур», Рейкьявик Зрителей: 5 000 Судья: Рене Темминк |
| Исландия: Б. Кристинссон, Хельгасон, Хрейдарссон, Сиг. Йонссон (к), Л. О. Сигурдссон, Р. Кристинссон, Кольвидссон (С. Тордарсон, 85'), Адольфссон, Гуннлаугссон, Гудьонссон (Х. Сигурдссон, 6'), Дадасон. Россия: Черчесов, Ковтун, Е. Варламов, Смертин, Яновский, Шалимов, Онопко (к), Карпин (Хохлов, 59'), Титов, Мостовой, Тихонов (Игонин, 13'). Главный тренер: Анатолий Бышовец. Предупреждения: Смертин (30'), Мостовой (87'). Удаление: Смертин (75', повторное предупреждение). |                                                                          |                                                                            |
| Исландия | 1:0 (0:0)                                                                | Россия                                                                     |
| Ковтун 89′ (авт.) | Голы                                                                     |                                                                            |

Товарищеский матч
| 18 ноября 1998 | \| Бразилия \| 5:1 (3:0) \| Россия \| \| Элбер 3′ · Аморозо 19′, 70′ · Ривалдо 44′ (пен.) · Маркос Ассунсао 58′ \| Голы \| Корнаухов 66′ (пен.) \| | Стадион: «Пласидо Кастело», Форталеза Зрителей: 76 000 Судья: Густаво Мендес |
| Бразилия: Рожерио Сени (Эмерсон Феррейра, 75'), Кафу (Маркос Ассунсао, 38'), Антонио Карлос, Сезар, Флавио Консейсао, Сержиньо, Аморозо, Вампета (Нарсисо, 68'), Элбер (Кристиан, 76'), Ривалдо, Денилсон (Джексон, 68'). Россия: Новосадов (Чичкин, 60'), Р. Мамедов, Е. Варламов, Некрасов, Соломатин (Корнаухов, 32'), Игонин, Семак (к), Кормильцев (Бахарев, 38'), Есипов (Панов, 52'), Смертин (Кондрашов, 50'), Филиппенков (Булатов, 46'). Главный тренер: Анатолий Бышовец. Предупреждения: Антонио Карлос; Булатов, Корнаухов. | |                                                                              |
| Бразилия | 5:1 (3:0) | Россия                                                                       |
| Элбер 3′ · Аморозо 19′, 70′ · Ривалдо 44′ (пен.) · Маркос Ассунсао 58′ | Голы | Корнаухов 66′ (пен.)                                                         |

## Авторы забитых мячей
1 мяч
- Игорь Колыванов
- Сергей Юран
- Владимир Бесчастных
- Алексей Герасименко
- Игорь Симутенков
- Евгений Варламов
- Виктор Онопко
- Игорь Яновский
- Александр Мостовой
- Олег Корнаухов

## Авторы пропущенных мячей
2 мяча
- Марсио Аморозо
- Томаш Хайто

1 мяч
- Маркос Ассунсао
- Ривалдо
- Джоване Элбер
- Костас Францескос
- Заза Джанашия
- Биттор Алькиса
- Мирослав Тшецяк
- Сергей Попов
- Сергей Ребров
- Сергей Скаченко
- Николя Анелька
- Ален Богоссян
- Робер Пирес
- Йерген Петтерссон

## Автоголы
1 мяч
- Юрий Ковтун

## Факты и рекорды
- Игра против Греции 18 февраля началась с минуты молчания в память об игроке клуба ПАОК Панайотисе Кацурисе, который погиб 9 дней тому назад.
- В игре 25 марта сборная России, как выяснилось, победила будущего чемпиона мира — сборную Франции. Та почти четыре месяца спустя после матча с россиянами выиграла домашний чемпионат мира, на который сборная России не квалифицировалась. Вместе с тем в товарищеском матче против России не играли четыре ключевых игрока французской сборной, попавшие в заявку на чемпионат мира: Зинедин Зидан, Фабьен Бартез, Лоран Блан и Кристоф Дюгарри. 10 октября россияне встретились с французами во второй раз за год, но уже в рамках отборочного цикла Евро-2000.
- В истории сборной России в 1998 году был поставлен антирекорд из шести поражений подряд: за время работы Анатолия Бышовца сборная проиграла все 6 встреч под его руководством. После шестого проигрыша, проигрыша команде Бразилии Бышовец был отправлен в отставку. Вместе с тем он не является одновременно антирекордом по числу безвыигрышных матчей (то есть матчей, завершавшихся вничью или поражением), который поставила сборная России в 2018 году перед домашним чемпионатом мира под руководством Станислава Черчесова[1].
- В матче против Бразилии, который был сыгран согласно обязательствам РФС перед Бразилией за игру в Москве августа 1996 года, дебютировали 11 футболистов сборной России, для восьми из которых (Новосадов, Чичкин, Некрасов, Корнаухов, Кормильцев, Бахарев, Кондрашов, Филиппенков) этот матч остался единственным. Кормильцев и Бахарев впоследствии были заиграны за сборную Украины. Подобный состав объяснялся тем, что за сборную не играли легионеры и игроки московского «Спартака»[2]. Игра против Бразилии, со слов Анатолия Бышовца, должна была войти в южноамериканское турне, в рамках которого россияне должны были сыграть сначала против Чили, затем против Колумбии, а потом и против Бразилии, однако предложенные чилийцами и колумбийцами сроки не устроили россиян[3].